# Wołosianka Wielka

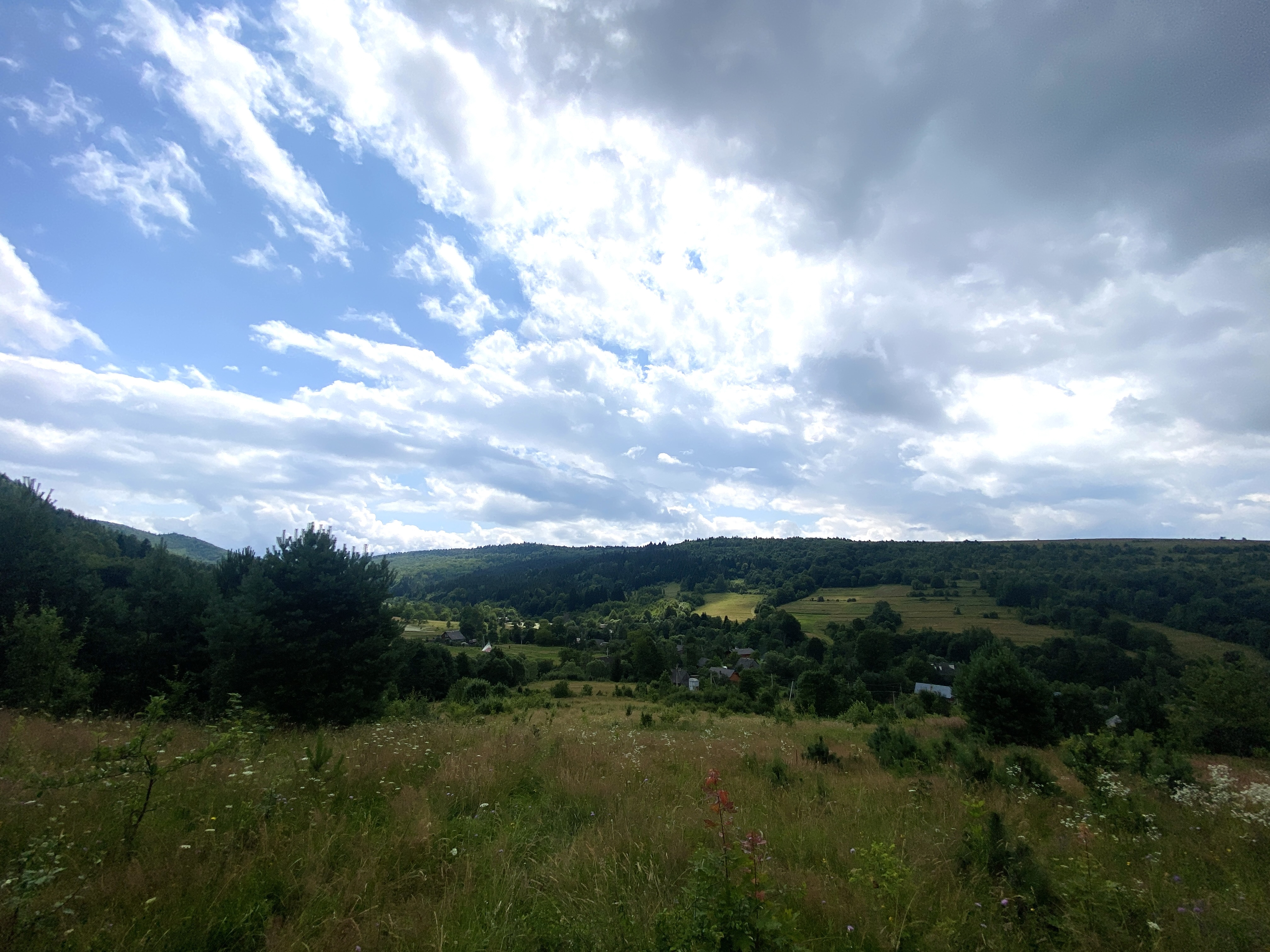
Wioska Wołosianka Wielka, Gmina Striłky. Zdjęcie wykonane w ramach projektu "BojkoTrasy", 2023.

Wołosianka Wielka (ukr. Велика Волосянка) – wieś w rejonie samborskim (do 2020 roku w rejonie starosamborskim) obwodu lwowskiego Ukrainy. Wieś liczy około 428 mieszkańców. Podlega jasienickiej silskiej radzie.
W 1921 r. liczyła około 554 mieszkańców. Przed II wojną światową należała do powiatu turczańskiego.
W 2023 roku wieś dołączyła do sieci szlaków historyczno-turystycznych „BojkoTrasy”, która powstaje przy wsparciu Ukraińskiej Fundacji Kulturalnej i Striłkowskiej Wspólnoty Terytorialnej.

## Kościół św. Bazylego Wielkiego (św. Mikołaja)
W 1577 roku we wsi istniał już kościół św. Mikołaja (dane z podatkowego rejestru ziemi przemyskiej). 23 sierpnia 1666 roku otrzymał on akt erekcyjny od polskiego króla Jana ІІ Kazimierza.

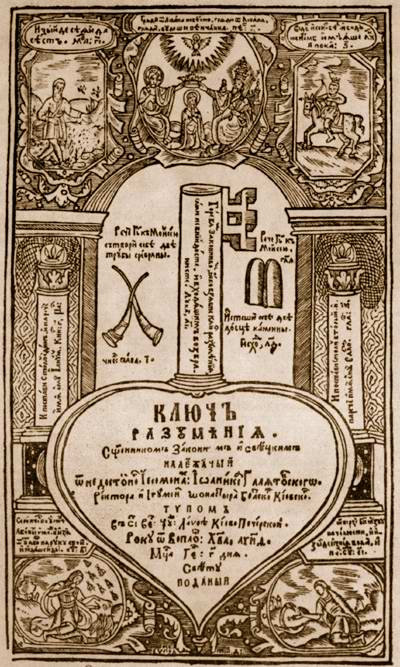
Okładka pierwszego wydania Klucza rozumienia

Prawdopodobnie wtedy powstał nowy kościół w wiosce, do którego mieszkaniec tej wsi Stas Wasylkowicz z żoną Ołhą podarowali książkę "Klucz Rozumienia" Joannicjusza Gałatowskiego, wydaną we Lwowie w drukarni Michała Słozki w 1665 roku, o czym świadczy wkładka z napisem: „Z woli Ojca i posłuszeństwa Syna oraz działania Ducha Świętego Stas Wasylkowicz, niewolnik Boży, zakupił tę książkę "Klucz Rozumienia" za błogosławieństwem Ojca Pana Iwana Wołosiańskiego wraz z żoną Ochafią na odpuszczenie ich grzechów i przekazał ją do Kościoła Naszego Świętego i Boskiego Ojca Mikołaja we wsi Wielka Wołosianka... w roku Bożym АХѮИ (1668), ЄІ (15) sierpnia”.
Nowy trójdzielny kościół z trzema wieżami zbudowano w 1723 roku. Był  restaurowany w latach 1880-tych, na remont przekazano nawet 100 złotych reńskich przez władcę Austro-Węgier Franciszka Józefa I. Jednak w 1900 roku kościół doszczętnie spłonął.

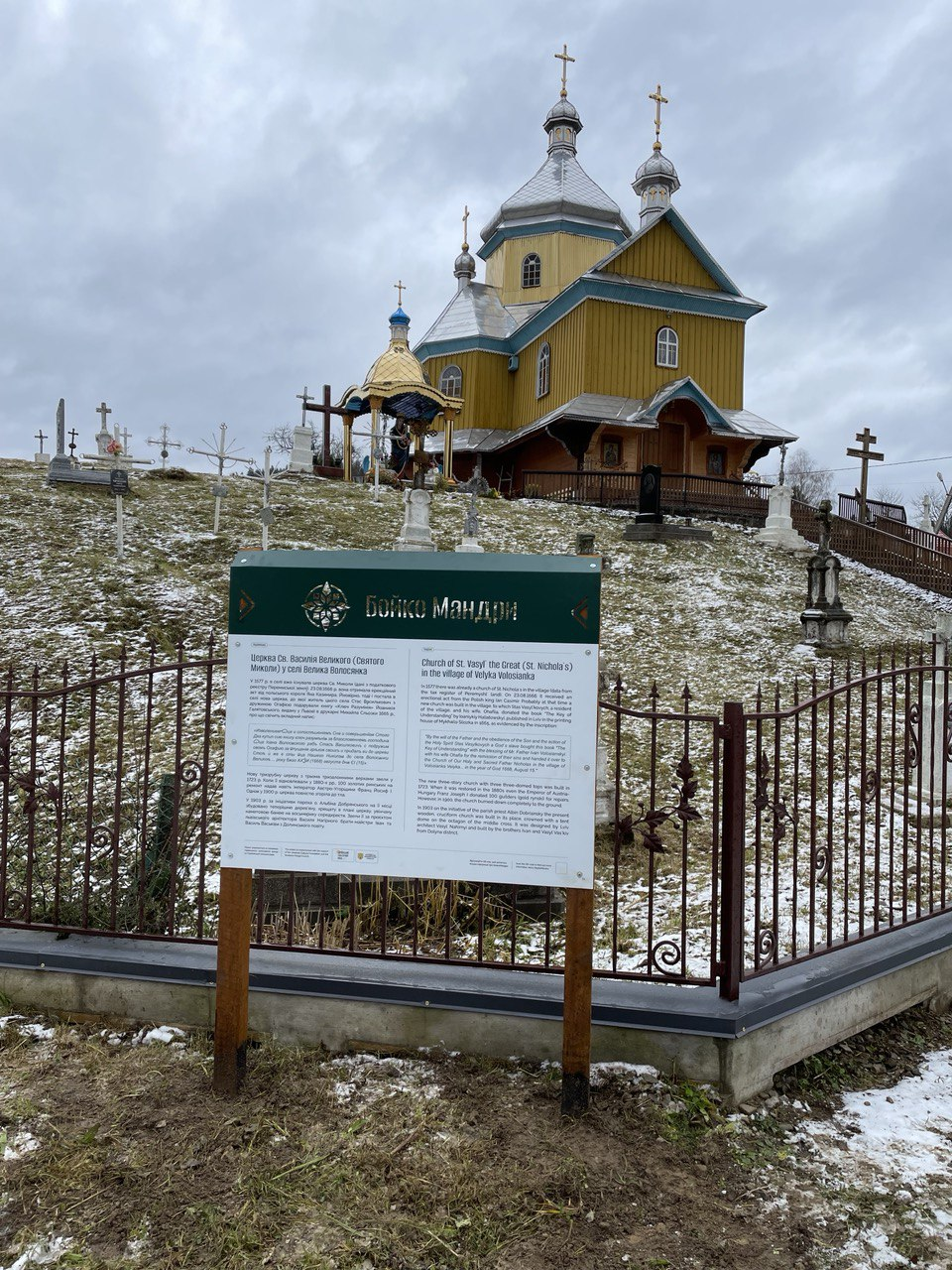
Tablica informacyjna "BojkoMandry" przy Cerkwi św. Mikołaja.

W 1903 roku z inicjatywy proboszcza o. Albina Dobriańskiego na jej miejscu zbudowano obecną drewnianą, krzyżową w planie świątynię, zwieńczoną namiotowym dachem na ośmioboku środkowym krzyżu. Zbudowali go według projektu lwowskiego architekta Bazylego Nagórnego bracia-mistrzowie Iwan i Wasyl Waszkowie z powiatu doliny.

## Ważniejsze obiekty
- Cerkiew św. Mikołaja w Wołosiance Wielkiej